# Elio (chanteuse)
Pour les articles homonymes, voir Elio (homonymie).
Charlotte Grace Victoria Lee née en 1998, connue sous le nom d'Elio, est une chanteuse, compositrice et productrice galloise et canadienne,.

## Biographie
Elio grandit à Swansea, au Pays de Galles. À ses 8 ou 9 ans, elle déménage avec sa famille à Toronto au Canada.
Son nom de scène a été inspiré par le personnage d'Elio Perlman joué par Timothée Chalamet dans le film Call Me by Your Name.

## Carrière musicale
En mars 2020, Elio sort son premier single My friends online.
En 2020, elle sort son premier EP intitulé u and me, but mostly me.
En 2021, Elio sort son deuxième EP, Can You Hear Me Now?.
En février 2022, elle sort son single Read The Room.
En 2022, elle sort la mixtape Elio's Inferno,.
Ses influences incluent The 1975, Charli XCX, Taylor Swift et Sufjan Stevens. Charli XCX est un mentor et fait partie de l'équipe de direction d'Elio.
En janvier 2024, Elio annonce la sortie de Something in the air, son premier album, pour le 31 mai 2024,. Le 10 mai 2024, The Chainsmokers sort le titre Bad Advice en collaboration avec Elio.

## Discographie

### Album studio
- 2024 : something in the air

### Mixtapes
- 2022 : Elio's Inferno

### Album de remixes
- 2021 : Elio and Friends : The Remixes

### Apparition
- 2024 : Bad Advice avec The Chainsmokers

### EP
- 2020 : U and me, but mostly me
- 2021: Can You Hear Me Now?